# Хлябово (Гаврилово-Посадский район)
Хля́бово — деревня в Гаврилово-Посадском районе Ивановской области России. Входит в состав Шекшовского сельского поселения.

## География
Деревня расположена в юго-западной части Ивановской области, в зоне хвойно-широколиственных лесов, к северу от автодороги 24Н-284, на расстоянии примерно 9 км (по прямой) к юго-востоку от города Гаврилов Посад, административного центра района. Абсолютная высота — 110 м над уровнем моря.

### Климат
Климат характеризуется как умеренно континентальный, с холодной многоснежной зимой и умеренно тёплым летом. Среднегодовая температура воздуха — 3,5 °C. Средняя температура воздуха самого холодного месяца (января) — −11,7 °C (абсолютный минимум — −45 °C), средняя температура самого тёплого (июля) — 17,8 °С (абсолютный максимум — 38 °C). Безморозный период длится около 130 дней. Годовое количество атмосферных осадков составляет 497 мм, из которых большая часть выпадает в тёплый период. Снежный покров держится в течение 150 дней.

### Часовой пояс
Деревня Хлябово, как и вся Ивановская область, находится в часовой зоне МСК (московское время). Смещение применяемого времени относительно UTC составляет +3:00.

## Население
| 1859 | 1905 | 2010 |
| ---- | ---- | ---- |
| 391  | ↗471 | ↘3   |

### Национальный состав
Согласно результатам переписи 2002 года, в национальной структуре населения русские составляли 100 % из 6 чел.